# Freden i Traventhal
Freden i Traventhal var en fred i Den Store Nordiske Krig. Fredsaftalen blev indgået 18. august 1700 mellem Danmark og Slesvig-Holsten-Gottorp på slottet Traventhal vest for Lübeck.
- Danmark anerkendte Slesvig-Holsten-Gottorps selvstændighed
- Danmark betalte 260.000 rigsdaler i krigsskadeerstatning til Slesvig-Holsten-Gottorp
- Danmark lovede ikke at støtte Sveriges fjender
- Slesvig-Holsten-Gottorp fik ret til at holde egne tropper, men måtte dog ikke have mere end 6.000 fremmede soldater i sin tjeneste